# 二つの祖国
『二つの祖国』（ふたつのそこく）は、真珠湾攻撃から東京裁判まで日米間の戦争に翻弄された日系アメリカ人二世の姿を描いた山崎豊子の小説である。

## 概要
日系2世でロスアンゼルスの日本語新聞社の記者・天羽賢治を主人公に、太平洋戦争によって日米二つの祖国の間で身を切り裂かれながらも、アイデンティティを探し求めた日系アメリカ人たちの悲劇を描いた作品である。300人の実在の人物への面接と膨大な資料調査に基づき、5年をかけて執筆された。作中登場する主人公や家族・友人などは架空であるが、日系人の強制収容、アメリカへの忠誠テスト、血の証、戦中・戦後における日系語学兵の活躍など、それまで日本ではあまり知られていなかった史実が盛り込まれた歴史小説として話題になった。『週刊新潮』1980年6月26日号から1983年8月11日号に連載、1983年の7月から9月に新潮社から全3巻で刊行された。1986年11月に新潮文庫版が刊行された。シベリア抑留を描いた『不毛地帯』、日本人中国残留孤児をテーマにした『大地の子』と合わせて、山崎豊子の「戦争三部作」と呼ばれている。
1984年にNHK大河ドラマ『山河燃ゆ』として九代目松本幸四郎主演でテレビドラマ化された。これらにより日本において日系人ブームが起こったが、原作も含め、在米日系人社会からは反発もあった。祖国はアメリカ一つだけであるとする日系人の書名に対する違和感や、強制収容の賠償運動などへの影響が懸念され、日系アメリカ人市民同盟はドラマ化に際しNHKと協議し、「二つの祖国」から「山河燃ゆ」にタイトル変更の上での放映となった。日系人コミュニティの反対を受けてアメリカでの放送は中止された。1980年代には『山河燃ゆ』以外にも、テレビドラマ『波の盆』『オレゴンから愛』、映画『地平線 (映画)』、長谷川法世の漫画『がんがらがん』など日系人を主人公とした作品が多く制作された。
2019年3月にはテレビ東京開局55周年特別企画として「二つの祖国」のタイトルで小栗旬主演でスペシャルドラマ化された。

## あらすじ
アメリカのロスアンゼルスに生まれた天羽賢治は、大学を日本で過ごした後、ロスアンゼルスの日本語新聞「加州新報」で日米両国の文化を理解した新聞記者として手腕を発揮する。
新聞記者として脂が乗ってきた最中に日米開戦となる。日系人であるがゆえに家族全員がマンザナール強制収容所に入れられ、大きな屈辱を味わう。日本人として生きるべきか、それともアメリカ人としてアメリカに忠誠を尽くすべきか悩んだ末、語学兵に志願し、太平洋戦線へ向かう。一方賢治の両親はアメリカへの忠誠テストに背き、マンザナール強制収容所からツールレイク強制収容所に入れられる。
日本が敗戦した後、賢治は進駐米軍の言語モニターとして極東軍事裁判に臨む。

## 登場人物

### 主要人物
天羽賢治 / ケーン
主人公。天羽家の次男だが、兄の賢一が生後5か月で亡くなったため、実質的には長男である。日系2世。日本語新聞社で記者をしているさなかに日米開戦となり、米軍への入隊を決意する。東京裁判でモニターの仕事を終えた賢治は、原爆病で死んだ恋人・井本梛子のあとを追って、ピストル自殺。
実在の人物である伊丹明（デイヴィッド・イタミ）とハリー・K・フクハラ（福原克治）をモデルにしている。
ドラマ版ではほぼ原作通りだが自殺の動機が自身の将来と日系人の現実に絶望したのではなく、広田弘毅の死刑判決文を読み上げた罪悪感に耐え切れず自殺し、その後、自身の半生を同じく新聞記者となったアーサー（小栗〈一人二役〉）によって書籍化し梛子、エミー、チャーリーに良く似た日系人の若者が読み、後世に語り継がれた、と言うシーンが追加された。
天羽恵美子 / エミー
畑中万作の娘で、賢治の妻。賢治と同じ日系2世だが、日本での教育を受けたことがないため日本精神を解さず、賢治との間にすれ違いが生じる。癇癪的かつ自分勝手な性格でケーンだけでなく多くの人間を振り回すことが多く、トラブルを起こしたり、女中にパワハラをするなどかなり性格に問題がある。賢治の留守中、実父のいるロサンゼルスに身を寄せるが、買い物帰りにホームレスにレイプされたことが原因でアルコールに溺れ入院する。
チャーリー田宮
日系2世で、賢治の友人。アメリカ社会での成功を目指す野心家。井本梛子と結婚するが、間もなく破局。戦後マッカーサーの副官にまで上り詰める。梛子と離婚後、華族の令嬢と婚約。
ドラマ版では軍にいるメリットはもう無いと見切りをつけると早々と除隊を決断し、アメリカで忠の経営する会社へ薬を輸入させる貿易会社を経営するつもりであること、賢治を唯一無二の親友と打ち明けるも自分に危機が及ぶとあっさりと売る、令嬢との結婚式を挙げ嫁に妹の影を見て戦慄を覚えると言ったシーンが追加された。
井本梛子
日系2世で「加州新報」での賢治の同僚。チャーリー田宮と結婚するが、チャーリーの手段を選ばない上昇志向についていけず、離婚を決意。離婚後両親と共に戦時交換船で広島に帰郷する。進駐米軍の賢治と日本で再会し、互いに惹かれ合う。賢治と将来を約束するが、広島駅での被爆による白血病で「わたしはアメリカの敵だったのでしょうか」と遺言し、この世を去る。

### 天羽家
天羽忠
天羽家の三男（実質的には次男）。日系二世。日本の大学に在籍中に日米開戦し、日本軍に徴兵される。フィリピンの戦場で誤って兄・天羽賢治に撃たれるが、捕虜として救命される。誤射とはいえ兄に狙撃され自暴自棄になった忠は日本へ帰国し、敗戦後の混乱に乗じて闇市で暗躍し財をなす。
実在の人物であるフランク・カツトシ・フクハラ（福原克利）をモデルにしている。
天羽勇 / サム
天羽家の四男（実質的には三男）。日系二世。日系人が収容されたマンザナール強制収容所で米軍への志願を決意し、戦地に赴く。ヨーロッパ戦線で戦死する。
天羽春子
天羽家の長女で末娘。
天羽乙七
賢治ら兄弟の父親。19歳のときに一念発起し、郷里の鹿児島から移民として渡米。日系人に対する過酷な境遇に耐え、ロスアンゼルスのリトルトーキョーでアモウランドリーを経営するも、日米開戦によって全てを没収され、収容所に送られる。
天羽テル
賢治ら兄弟の母親（4男1女を儲けているが、最初の子どもである賢一が5か月で死亡したため、実際に育て上げたのは4人である）。頑固な乙七を献身的に支える。
天羽賢一
天羽家の長男。乙七とテルの最初の子どもだが、生後5か月で窒息死した。

### 畑中家
畑中万作
乙七と同じ日系1世。商売上手でリトルトーキョーでホテルを経営し、財を成す。
畑中定代
万作の妻。

### 井本家
井本虎造
梛子、広子の父。ガーデナー。
井本せき
梛子、広子の母。虎造の妻。
井本広子
井本家の次女で梛子の妹。天羽家の三男・勇に思いを寄せている。

## 書誌情報
単行本
- 『二つの祖国 上』（1983年7月、新潮社、ISBN 978-4-10-322810-3）
- 『二つの祖国 中』（1983年8月、新潮社、ISBN 978-4-10-322811-0）
- 『二つの祖国 下』（1983年9月、新潮社、ISBN 978-4-10-322812-7）

文庫本
- 『二つの祖国 上』（1986年11月、新潮文庫、ISBN 978-4-10-110419-5）
- 『二つの祖国 中』（1986年11月、新潮文庫、ISBN 978-4-10-110420-1）
- 『二つの祖国 下』（1986年11月、新潮文庫、ISBN 978-4-10-110421-8）

文庫本（改版）
- 『二つの祖国〔一〕』（2009年9月10日、新潮文庫、ISBN 978-4-10-110445-4）
- 『二つの祖国〔二〕』（2009年9月10日、新潮文庫、ISBN 978-4-10-110446-1）
- 『二つの祖国〔三〕』（2009年9月10日、新潮文庫、ISBN 978-4-10-110447-8）
- 『二つの祖国〔四〕』（2009年9月10日、新潮文庫、ISBN 978-4-10-110448-5）

全集
- 『山崎豊子全作品・1957-1985 第10巻 二つの祖国〈上・下〉』（1986年4月、新潮社、ISBN 978-4-10-644510-1）
- 『山崎豊子全集 16 二つの祖国（一）』（2005年4月8日、新潮社、ISBN 978-4-10-644526-2）
- 『山崎豊子全集 17 二つの祖国（二）』（2005年5月10日、新潮社、ISBN 978-4-10-644527-9）
- 『山崎豊子全集 18 二つの祖国（三）』（2005年6月10日、新潮社、ISBN 978-4-10-644528-6）

## テレビドラマ

### 1984年版
『山河燃ゆ』（さんがもゆ）のタイトルで、NHK大河ドラマの第22作として1984年1月8日から12月23日まで放送された。

### 2019年版
「テレビ東京開局55周年特別企画 ドラマスペシャル」として、テレビ東京系にて2019年3月23日・24日の2夜連続で21時から23時24分に放送された。小栗旬は本作品がテレビ東京のドラマ初主演となる。
極東国際軍事裁判（東京裁判）のシーンは、実際の裁判でも使用された防衛省市ヶ谷記念館の大講堂で撮影が行われた。同施設でドラマを撮影したのは、本作品が初めて。

#### キャスト

##### 主要人物
- 天羽賢治 - 小栗旬
- 井本梛子 - 多部未華子
- 天羽エミー - 仲里依紗
- 天羽忠 - 高良健吾
- 天羽勇 - 新田真剣佑
- 天羽アーサー - 小栗旬(二役)
- チャーリー田宮 - ムロツヨシ
- 井本広子 - 池田エライザ
- 井本せき - 山下容莉枝
- 小田万里子 - 橋本マナミ
- 小田千代 - 根岸季衣
- 天羽春子 - 原菜乃華
- 松井竹虎 - 仲村トオル
- オーソン相川 - 田中哲司
- 池島努 - 柄本佑
- 倉石隆信 - 甲本雅裕
- 横山喜三郎 - 中村雅俊
- 東條英機 - ビートたけし（特別出演）[注 4]
- 大川周明 - 笑福亭鶴瓶（特別出演）
- 広田弘毅 - リリー・フランキー（特別出演）
- 広田静子 - とよた真帆
- 大野なみ - 柴田理恵
- ジョー北川 - 渡辺邦斗
- ポール横田 - 山本直寛[8]
- 久保作造 - 山中崇
- 鬼塚誠 - 今野浩喜
- 伊佐新吉 - 長田成哉
- 山崎総一郎 - 髙橋洋
- 山田英世 - 関健介[9]
- 杉田新平 - 大藏基誠
- ケネス阿川 - 福山翔大
- ジョン小寺 - 浜田学
- ホセ森 - 中島歩
- 小松原彌之助 - 福田雄一（友情出演）
- 小松原実花 - 蜷川実花（友情出演）
- 小松原玲子 - 吉倉あおい
- 畑中万作 - 泉谷しげる
- 天羽鷹 - 余貴美子
- 天羽テル - 麻生祐未
- 天羽乙七 - 松重豊
- 水間ロン、石塚康介、田本清嵐、鈴木貴之、阿部丈二、塩屋准、大川ヒロキ、城築創、立花恵理、宮下かな子 ほか
- ナレーター - 阿川佐和子

##### 国際キャスト
- ウェッブ - モーリー・ロバートソン
- ムーラー - セイン・カミュ
- ホプキンズ - 厚切りジェイソン
- マイケル坂田 - ハリー杉山
- クラーク - チャック・ウィルソン
- パーカー - ケント・ギルバート
- ピーターソン - ダニエル・カール
- カミング - デーヴ・フロム
- ケヴィン - ジョージ・ウィリアムズ
- ブレイクニー - ジェフリー・ロウ
- ロニー - パオロ・ディ・ピエトロ
- アメリカ人技術者 - 村雨辰剛
- 愛新覚羅溥儀 - 織田信成

#### スタッフ
- 原作 - 山崎豊子『二つの祖国』（新潮文庫刊）
- 脚本 - 長谷川康夫
- 音楽 - 稲本響
- 監督 - タカハタ秀太
- ロケ協力 - 防衛省防衛大臣官房広報課、陸上自衛隊陸上幕僚監部広報室、第1ヘリコプター団、海上自衛隊海上幕僚監部広報室横須賀地方総監部、常総フィルムコミッション、かわさきムーブアート応援隊、いばらきフィルムコミッション、愛知県フィルムコミッション協議会、犬山ロケサービスチーム、岡崎フィルムコミッション、瀬戸市まるっとミュージアム・観光協会、千葉県立房総のむら、博物館明治村、名古屋陶磁器会館、名古屋市文化のみち植木館、東海ボンネットバス保存愛好会 ほか
- 時代考証 - 大石学、門松秀樹、鈴木一史
- 英語監修 - Ken Fujioka、フジオカ鶴子
- 軍事考証協力 - 磯野圭作
- 医療監修 - 山本昌督
- 軍事所作指導 - 越康広、長谷部弘幸
- 取材協力 - 関東鹿児島県人会連合会、日本原水爆被害者団体協議会、放射線影響研究所、光洋舎、東洋ランドリー、全国クリーニング生活衛生同業組合連合会、武田珂代子、村川庸子
- クラシックピアノ演奏 - 西原侑里
- ダンス指導 - あさづきかなみ
- 弓道指導 - 全日本弓道連盟、愛知県弓道連盟、茨城県弓道連盟
- 葬儀指導 - おくりびとアカデミー
- 法廷内所作指導 - 櫛野佑紀、細谷夏生
- ハーモニカ指導 - お見送り芸人しんいち、佐久間啓介
- 特殊メイク - 江川悦子
- VFX・CG - パナソニック映像、パイプライン
- アクションコーディネーター - 田中信彦（ACE PROJECT）
- 殺陣・操演 - 中村嘉夫
- ガンエフェクト - パイロテック
- 技術協力 - 池田屋
- 照明協力 - ティ・エル・シー
- 企画協力 - 一般社団法人山崎豊子著作権管理法人、野上孝子、新潮社
- プロデューサー - 田淵俊彦（テレビ東京）、北川俊樹（テレビ東京）、藤尾隆（テレパック）、河原瑶（テレパック）
- 制作協力 - テレパック
- 製作著作 - テレビ東京